# Quinzième circonscription de la préfecture de Kanagawa
La quinzième circonscription de la préfecture de Kanagawa (神奈川県第15区, Kanagawa-ken dai-jūgo-ku) est l'une des vingt circonscriptions législatives que compte la préfecture de Kanagawa au Japon.

## Description géographique
Entre 1994 et 2022, la quinzième circonscription de la préfecture de Kanagawa réunissait les villes de Hiratsuka et Chigasaki et le district de Naka.
Depuis 2022, elle comprend les villes de Hiratsuka et Chigasaki et le bourg d'Ōiso dans le district de Naka,.

## Députés
| Législature | Début de mandat | Fin de mandat | Député élu | Parti politique | Parti politique |
| ----------- | --------------- | ------------- | ---------- | --------------- | --------------- |
| 41e         | 1996            | 2000          | Tarō Kōno  |                 | PLD             |
| 42e         | 2000            | 2003          | Tarō Kōno  |                 | PLD             |
| 43e         | 2003            | 2005          | Tarō Kōno  |                 | PLD             |
| 44e         | 2005            | 2009          | Tarō Kōno  |                 | PLD             |
| 45e         | 2009            | 2012          | Tarō Kōno  |                 | PLD             |
| 46e         | 2012            | 2014          | Tarō Kōno  |                 | PLD             |
| 47e         | 2014            | 2017          | Tarō Kōno  |                 | PLD             |
| 48e         | 2017            | 2021          | Tarō Kōno  |                 | PLD             |
| 49e         | 2021            | 2024          | Tarō Kōno  |                 | PLD             |
| 50e         | 2024            | -             | Tarō Kōno  |                 | PLD             |